# Tiếng Nias
Tiếng Nias là một ngôn ngữ Nam Đảo được nói trên đảo Nias và quần đảo Batu ngoài khơi bờ tây Sumatra, Indonesia. Tên bản địa của nó là Li Niha. Ngôn ngữ này là một phần của nhóm ngôn ngữ Tây Bắc Sumatra, cùng với tiếng Mentawai và các ngôn ngữ Batak. Nó có khoảng 770.000 người nói vào thời điểm năm 2000. Có ba phương ngữ chính: bắc, trung và nam.

## Phương ngữ
Tiếng Nias có những phương ngữ sau theo Ethnologue.
- Bắc: tại Gunungsitoli, khu vực Alasa và Lahewa.
- Nam: Nam Nias, khu vực Gomo, Telukdalam và quần đảo Batu
- Trung: khu vực Sirombu và Mandrehe, nhất là Tây Nias.

## Ngữ âm
Phương ngữ nam Nias có những âm vị sau:
|      | Trước | Giữa  | Sau |
| Đóng | i     |       | u   |
| Vừa  | e     | ⟨ö⟩ ɤ | o   |
| Mở   |       | a     |     |

|          | Môi      | Răng/ Chân răng | Vòm- chân răng    | Vòm     | Ngạc mềm | Thanh hầu |
| Mũi      | m        | n               |                   |         |          |           |
| Tắc      | b        | t d ⟨ndr⟩ [dʳ]  | ⟨c⟩ [tʃ] ⟨z⟩ [dʒ] |         | k ɡ      | ⟨'⟩ [ʔ]   |
| Xát      | ɸ β      | s               |                   |         | ⟨kh⟩ [x] | h         |
| Tiếp cận | ⟨ß⟩ [ʋ]  | l               |                   | ⟨y⟩ [j] | w        |           |
| Rung     | ⟨mb⟩ [ʙ] | r               |                   |         |          |           |